# Bezirk Tyczyn
Bezirk Tyczyn – dawny powiat (Bezirk) kraju koronnego Królestwo Galicji i Lodomerii, funkcjonujący w latach 1854–1867. Siedzibą starostwa było miasteczko Tyczyn.

## Historia
Bezirk Tyczyn utworzono w ramach reformy uwłaszczeniowej z okresu Wiosny Ludów (1848–1849), która likwidowała jurysdykcję właściciela ziemskiego nad poddanymi. W Galicji, dominium – jako podstawowa jednostka administracyjna i filar systemu feudalnego straciło rację bytu. Konieczne stało się zatem wprowadzenie nowego systemu administracyjnego, którego zręby powstały w latach 1851–1855. Nowy trójstopniowy podział administracyjny objął 21 cyrkułów (niem. Kreise), 179 małych powiatów (niem. Bezirke) i ponad 6000 gmin (niem. Gemeinde). 
Bezirk Tyczyn objął obszar o wielkości 7,0 mil², zamieszkany przez 27.647 ludzi i podzielony na 33 gminy katastralne, w tym dwa miasteczka (Tyczyn i Jawornik). Wszedł w skład cyrkułu rzeszowskiego, jako jeden z jego jedenastu powiatów.
Po nadaniu Galicji autonomii oraz powołaniu samorządu gminnego i powiatowego w 1865 zlikwidowano cyrkuły (Kreise). Dotychczasowe małe powiaty (Bezirke) w liczbie 179, utrzymały się do 1867 roku, kiedy to w następstwie kolejnej reformy administracyjnej (23 stycznia 1867) zostały zastąpione przez 74 większych powiatów. Obszar zniesionego Bezirk Tyczyn wszedł wtedy w skład nowych powiatów rzeszowskiego i łańcuckiego (vide podział w tabeli poniżej). 1 czerwca 1906 dwie gminy (Hucisko i Widaczów) wyłączono z powiatu rzeszowskiego i włączono do powiatu przeworskiego.

## Podział administracyjny (1854)
| Lp. | Gmina jednostkowa                    | Powierzchnia | Ludność | Powiat w 1867 po zniesieniu |
| --- | ------------------------------------ | ------------ | ------- | --------------------------- |
| 1   | Tyczyn (m)                           | 1670         | 1373    | rzeszowski                  |
| 2   | Budziwój z Przylaskiem i Drabinianką | 3060         | 1232    | rzeszowski                  |
| 3   | Lubenia                              | 2896         | 1308    | rzeszowski                  |
| 4   | Siedliska                            | 1546         | 720     | rzeszowski                  |
| 5   | Sołonka                              | 1395         | 341     | rzeszowski                  |
| 6   | Hermanowa                            | 3005         | 863     | rzeszowski                  |
| 7   | Hyżne z Nieborowem i Nowąwsią        | 3483         | 2025    | rzeszowski                  |
| 8   | Dylągówka                            | 1996         | 711     | rzeszowski                  |
| 9   | Jawornik (m)                         | 2725         | 763     | rzeszowski                  |
| 10  | Jawornik Dorf                        | 2725         | 591     | rzeszowski                  |
| 11  | Widaczów                             | 532          | 188     | rzeszowski                  |
| 12  | Hadle                                | 2122         | 516     | rzeszowski                  |
| 13  | Hucisko                              | 1097         | 533     | rzeszowski                  |
| 14  | Szklary, Helenów i Kolanówka         | 1654         | 568     | rzeszowski                  |
| 15  | Grzegorzówka                         | 862          | 400     | rzeszowski                  |
| 16  | Kielnarowa                           | 2327         | 1080    | rzeszowski                  |
| 17  | Straszydle                           | 3693         | 1171    | rzeszowski                  |
| 18  | Słocina z Podrochem i Nowąwsią       | 1798         | 836     | rzeszowski                  |
| 19  | Chmielnik, Lisi Kąt i Hajduki        | 3923         | 1435    | rzeszowski                  |
| 20  | Borek Nowy z Czerwonkami i Wólką     | 2738         | 932     | rzeszowski                  |
| 21  | Borek Stary                          | 2596         | 944     | rzeszowski                  |
| 22  | Lecka                                | 2425         | 765     | rzeszowski                  |
| 23  | Zabratówka                           | 1562         | 432     | rzeszowski                  |
| 24  | Błędowa                              | 1771         | 606     | rzeszowski                  |
| 25  | Brzezówka                            | 1052         | 400     | rzeszowski                  |
| 26  | Biała                                | 1367         | 848     | rzeszowski                  |
| 27  | Wola Rafałowska                      | 1558         | 559     | rzeszowski                  |
| 28  | Zalesie                              | 1393         | 438     | rzeszowski                  |
| 29  | Matysówka                            | 1114         | 460     | rzeszowski                  |
| 30  | Hussów                               | 3924         | 1311    | łańcucki                    |
| 31  | Albigowa                             | 3267         | 1124    | łańcucki                    |
| 32  | Kraczkowa z Cierpiszem               | 3922         | 1456    | rzeszowski                  |
| 33  | Handzlówka                           | 2044         | 716     | łańcucki                    |

Objaśnienie:
(M) = miasto; (m) = miasteczko